# Khaled ben Mohammed ben Zayed Al Nahyane
 (octobre 2020).
Khaled ben Mohammed ben Zayed Al Nahyane, né le 8 janvier 1982 à Abou Dabi, est un membre de la famille princière Al Nahyane, actuel prince héritier de l'émirat d'Abou Dabi depuis le 29 mars 2023. 
Il est membre du conseil exécutif d'Abou Dabi, président du bureau exécutif d'Abou Dabi et président du comité exécutif des Émirats arabes unis. 

## Biographie

### Famille
Membre de la famille princière Al Nahyane régnant sur l'émirat d'Abou Dabi, Khaled ben Mohammed Al Nahyane est le fils ainé de Mohammed ben Zayed Al Nahyane, émir d'Abou Dabi et président des Émirats arabes unis depuis le 12 mars 2022.
Il est marié à Fatima bint Suroor Al Nayhane et a trois enfants : 
- Shamma bint Khaled Al Nahyane (fille)
- Mohammed ben Khaled Al Nahyane (fils)
- Salama bint Khaled Al Nahyane (fille)

### Carrière politique

#### Émirat d'Abou Dhabi
Il est président du Conseil exécutif et du bureau exécutif de l'émirat d'Abou Dhabi.
Il a été nommé prince héritier d'Abou Dhabi le 29 mars 2023.

#### Jebel Hafit Desert Park
Le 12 février 2020, il inaugure le Jebel Hafit Desert Park, une attraction touristique située a 20 kilomètres au sud d'Al-Aïn sur le flanc est de la montagne Jebel Hafit, présentant des vestiges archéologiques ainsi que des activités en plein air et représentant des vestiges historiques,.
Le site est désigné comme faisant partie du patrimoine mondial de l'UNESCO et contient de nombreuses découvertes archéologiques uniques dont des tombes vieilles de 5 000 ans. C'est le premier site historique des Émirats arabes unis, certains objets découverts sur place datant du néolithique.  

#### Plateforme Hub71 et programme Ghadan 21
Le 25 mars 2019, il lance « Hub71 », une plate-forme de soutien aux startups de haute technologie lancée à Abou Dabi qui fait partie du projet Ghadan 21, un programme de développement économique de l'émirat d'Abou Dabi annoncé en septembre 2018 par son père Mohamed ben Zayed Al Nahyane,.
Jassim Mohammed Buatabh Al Zaabi, le président du bureau exécutif d'Abou Dabi, lors du lancement a souligné que « Abou Dabi s'est avérée être un lieu où l'innovation peut réussir et inspirer. Par le biais des programmes et plans économiques du gouvernement d’Abou Dabi, nous redoublons d’efforts pour faire d’Abou Dabi une référence mondiale en matière de technologie et d’innovation ». 
Un fonds de 535 millions d'AED (145 millions de dollars) a été alloué par le Bureau d'investissement d'Abou Dabi, pour investir dans des startups et des sociétés de capital-risque. La plateforme Hub 71 propose aux startups technologiques en phase de démarrage des logements entièrement subventionnés, des espaces de bureau et une assurance maladie.
L'émirat d'Abou Dabi estime que le hub renforcera son statut de destination numérique innovante pour les entrepreneurs internationaux dans le cadre du programme de relance de 50 milliards d'AED (13 milliards de dollars) annoncé en septembre 2018.

#### Programmes de langue et de poésie arabes
Le 29 août 2019, Khaled Al Nahyane a donné des orientations pour permettre le développement de programmes de langue et de poésie arabes. En tant que président du Comité exécutif d'Abou Dabi, il a donné pour mission de créer et élaborer de nouveaux programmes ainsi que des initiatives afin d'améliorer la langue arabe et de cultiver la narration par la poésie.

## Intérêts et philanthropie

### Inauguration de nouveaux espaces à la Fondation culturelle
De nouveaux espaces au sein de la Fondation culturelle ont été inaugurés par Khaled, dans l'un des sites culturels les plus importants d'Abou Dabi. Les nouveaux espaces de la Fondation culturelle comprennent un théâtre de 900 places et la toute nouvelle bibliothèque pour enfants d'Abou Dabi qui est située dans le quartier historique d'Al Hosn, au cœur de la capitale. Il a souligné que « la force d’Abou Dabi en tant que centre culturel est le lien profond entre notre histoire et nos aspirations futures. L'investissement dans des espaces d'apprentissage immersifs comme celui-ci développera les jeunes leaders du futur »,.
La mission était d'autonomiser les jeunes grâce à une éducation culturelle structurée en ligne avec le gouvernement d'Abou Dabi, une bibliothèque avancée et immersive pour les jeunes des ÉAU inspirant les jeunes à lire, apprendre, se développer, découvrir pour l'avenir avec une intention de conceptualisation.

### Renonciation à 246 millions de dirhams de pénalités pour soutenir les entreprises privées
Le 16 mars 2019, Khalid Al Nahyane a souligné que « les initiatives de Ghadan 21 mises en œuvre l'année dernière ont élargi la manière dont nous soutenons les entreprises à Abou Dabi ».
Il a également déclaré : « les nouvelles initiatives sous les directives de Son Altesse Mohamed ben Zayed préserveraient les gains économiques d'Abou Dabi et soutiendraient son secteur privé, notant que ces directives sont conformes à la solide vision économique de Mohamed et à ses orientations constantes ». Il a été mis en œuvre afin de profiter à 72 200 entreprises en réduisant le coût des affaires.

### Lutte contre la pandémie de Coronavirus
Khalid Al Nahyane a visité des hôpitaux de campagne durant la pandémie de Coronavirus à Abou Dabi et à Dubaï. Il a évalué l'état de préparation et l'équipement médical des installations pour s'assurer que les habitants des Émirats arabes unis aient accès à des services de santé de haute qualité.

## Titulature
- Son Altesse Sheikh Khaled ben Mohammed ben Zayed Al Nahyane, prince héritier d'Abou Dabi, membre du conseil exécutif d'Abou Dabi et président du bureau exécutif de la ville d'Abou Dabi.